# Mohammed Farrah Aidid

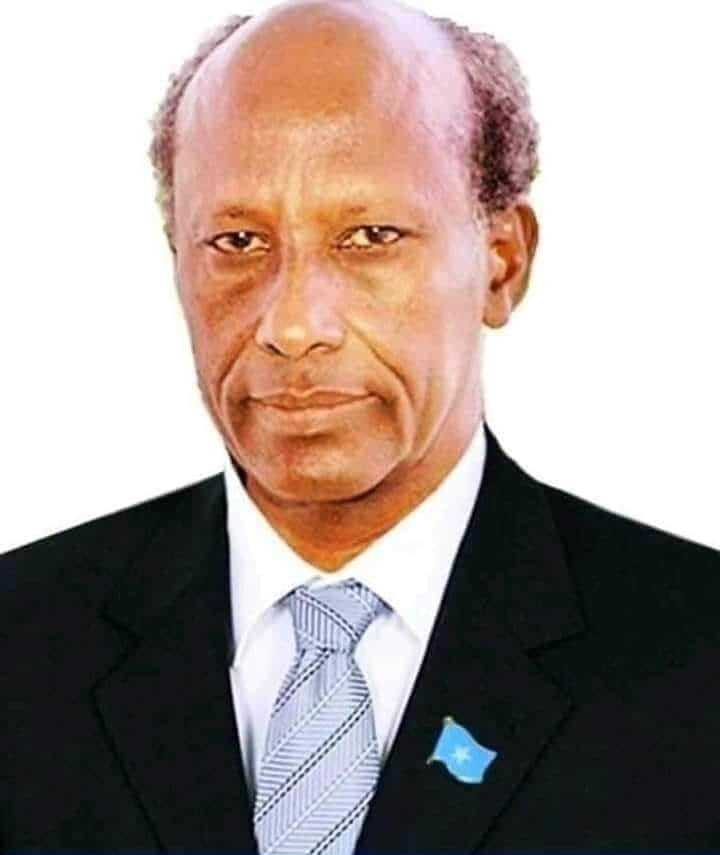
Mohammed Farrah Aidid, 1995

Mohammed Farrah Aidid of Aydid (Somali: Maxamed Faarax Caydiid) (Belet Huen, 15 december 1934 – Mogadishu, 2 augustus 1996) was een Somalische krijgsheer en lid van de clan Habr Gidr. Opgeleid in zowel Rome als Moskou, diende hij als hoofd van de Italiaanse koloniale politiemacht en later als brigadegeneraal in het Somalische Nationale Leger. Hij zou uiteindelijk president worden van het United Somali Congress (USC) en kort daarna van de Somali National Alliance (SNA). Samen met andere gewapende oppositiegroepen slaagde hij erin het 22-jarige regime van president Siad Barre omver te werpen na het uitbreken van de Somalische Burgeroorlog in 1991. Aidid had ambities voor het presidentschap van de nieuwe Somalische regering en zou allianties en vakbonden zoeken met andere politiek-militaire organisaties om een nationale regering te vormen. Na de aanval op de Pakistanen van 5 juni 1993 zou de SNA - en bij uitbreiding Aidid - de schuld krijgen van de dood van 25 UNOSOM II-vredeshandhavers, waardoor hij een van de eerste "gezochte mannen" van de Verenigde Naties zou worden. Nadat de VS op 12 juli 1993 de Abdi House-inval hadden geleid, wat resulteerde in de dood van veel vooraanstaande leden van zijn Habr Gidr-clan, zou Aidid zich voor het eerst opzettelijk richten op Amerikaanse troepen, wat leidde tot president Bill Clintons Operatie Gothic Serpent en het inzetten van Delta Force-soldaten en Task Force Rangers om hem te vangen. De daaropvolgende rampzalige Slag om Mogadishu op 3 en 4 oktober 1993 zou UNOSOM ertoe brengen uiteindelijk toe te geven aan haar vier maanden durende poging om hem gevangen te nemen.
In 1995 riep Aidid zichzelf uit tot president van Somalië. Het volgende jaar werd hij vermoord op 1 augustus 1996 in Mogadishu.